# زيريانوفسك
زيريانوفسك (بالقازاقية: Зыряновск )‏ هي مدينة، تقع في أوبليس كازاخستان الشرقي، بلغ عدد سكانها 39,977 نسمة وذلك حسب إحصائيات سنة 2013، رمزها البريدي هو 070800.